# Norops loveridgei
Norops loveridgei este o specie de șopârle din genul Norops, familia Polychrotidae, descrisă de Schmidt 1936. A fost clasificată de IUCN ca specie în pericol. Conform Catalogue of Life specia Norops loveridgei nu are subspecii cunoscute.